# 장영철 (1936년)
장영철(張永喆, 1936년 10월 28일~2023년 10월 12일)은 대한민국의 정치인이다. 명지대학교 행정학과를 졸업하였으며 제13·14·15대 국회의원을 지냈다. 또한 노사정위원회 위원장, 고용노동부 장관, 관세청장, 영진전문대 총장을 역임했다.

## 생애
경북 칠곡출신으로 3선 의원을 지냈고, 관세청장,노동부 장관, 국회 예결특위원장 등 정.관계 요직을 두루 거쳤다. 국민회의 정책위의장과 국회 예결위원장을 지내는 등 주요 요직에 중용됐다. 16대 총선에서는 동향이자 97년 신한국당 경선 당시 지원을 아끼지 않았던 이수성(李壽成) 전 평통 수석부의장이 민국당 공천으로 경북 칠곡에 출마하자 민주당 공천을 받고도 출마를 포기해 원외에 구설수에 오르기도 했다. 소탈하고 원만한 성품에 각계 인사들과 교분폭이 넓어 `마당발'이라는 별명을갖고 있으며, 갈등 조율의 탁월한 능력이 노사정위원장 임명의 배경으로 꼽힌다.

## 경력
- 2008. 1.~2012. 2. 제2대 영진사이버대학 총장
- 2008. 1.~2012. 2. 제2대 영진전문대학 총장
- 2000~2002 제4기 노사정위원회 위원장(장관)
- 2000~2000 새천년민주당 당무위원
- 새천년민주당 국회의원
- 1998~2000 국민회의 입당
- 1996~1997 제15대 국회의원
- 1992~1996 제14대 국회의원
- 1988~1989 제6대 노동부 장관
- 1988~1990 제13대 국회의원
- 1986. 8.~1988. 3. 제5대 관세청 청장

## 역대 선거 결과
|  | 56.80% |

|  | 71.97% |

|  | 31.07% |

## 가족 관계
- 배우자: 김정숙(~2017년 6월 13일)
  - 슬하: 장원정, 장윤정, 장윤희